# Kurt Walker
Pour les articles homonymes, voir Walker.
Kurt Walker est un boxeur irlandais, né le 7 mars 1995.

## Carrière
Sa carrière amateur est principalement marquée par une médaille d'or remportée aux Jeux européens de 2019 dans la catégorie poids coqs.

## Palmarès

### Championnats d'Europe
- Médaille de bronze en -56 kg en 2017 à Kharkiv, Ukraine

### Jeux européens
- Médaille d'or en -56 kg en 2019 à Minsk, Biélorussie

### Jeux du Commonwealth
- Médaille d'argent en -56 kg en 2018 à Gold Coast, Australie